# Addie Wyatt
Addie Wyatt, née le 8 mars 1924 à Brookhaven, dans le Mississippi, et morte le 28 mars 2012 à Chicago, est une syndicaliste, militante des droits de l'homme et féministe américaine. Elle est la première femme afro-américaine à avoir été élue vice-présidente internationale d'un syndicat de première importance, l'Amalgamated Meat Cutters. Elle a commencé sa carrière au sein d'un syndicat au début des années 1950.
En 1975, elle fait partie des personnalités de l'année selon Time Magazine parmi « Les Américaines ». Elle est alors, avec la joueuse de tennis Barbara Jordan, la première femme afro-américaine à y figurer.

## Sources
- (en) Cet article est partiellement ou en totalité issu de l’article de Wikipédia en anglais intitulé « Addie L. Wyatt » (voir la liste des auteurs).